# Katharine Cornell

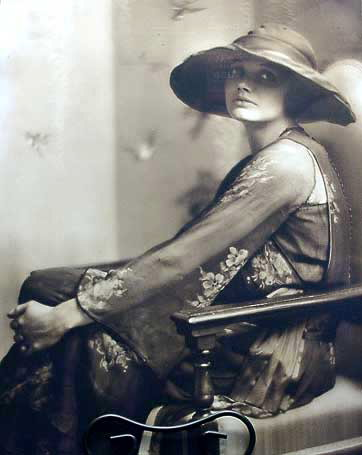
Howard Beach: Katharine Cornell, um 1920

Katharine „Kit“ Cornell (* 16. Februar 1893 in Berlin; † 9. Juni 1974 in Tisbury, Massachusetts) war eine populäre US-amerikanische Schauspielerin. 

## Leben
Katharine Cornell wurde als einziges Kind des Arztes Peter Cortelyou Cornell und seiner Ehefrau Alice Gardner Plimpton in Berlin geboren. Ihre Kindheit und Jugend in Buffalo, New York war durch die Depressionen und Alkoholkrankheit ihrer Mutter überschattet. Zusammen mit ihrem Vater, später Manager des Star-Theaters, besuchte sie eine Vorstellung der Maude Adams in der Rolle des Peter Pan und fasste den Entschluss, selber Schauspielerin zu werden. 
Cornell besuchte die renommierte Miss Merrill’s School in Mamaroneck, wo sie Schauspiel studierte und im Jahre 1915 bis 1916 selbst lehrte. Nach dem Tod der Mutter wurde Cornell Mitglied der Theatergruppe Washington Square Players, einem Vorläufer der Theater Guild, und später beim bekannten Jessie Bonstelle Stock Company.
Im Alter von 28 Jahren ging sie eine „Getrennte Betten-Ehe“ mit dem homosexuellen Broadway-Produzenten Guthrie McClintic (1893–1961) ein. Obwohl die Ehe zwischen McGuthrie und Cornell nie sexuell vollzogen wurde, verband die beiden Schauspieler eine enge Freundschaft, die sie zu beruflichem Erfolg und Glück führte. Sie galten im Amerika der 1920er und 1930er Jahre als Theatertraumpaar. Trotz großer Broadwayerfolge hielt sie sich lebenslang von der Hollywood Filmindustrie fern. Ihr Metier war die Bühne und später das Fernsehen. Ihre Auftritte wurden vom Publikum und Kritikern gleichermaßen geliebt, was ihr rasch den Beinamen „The First Lady of the American Stage“ einbrachte.

## Broadway-Aufführungen (Auswahl)

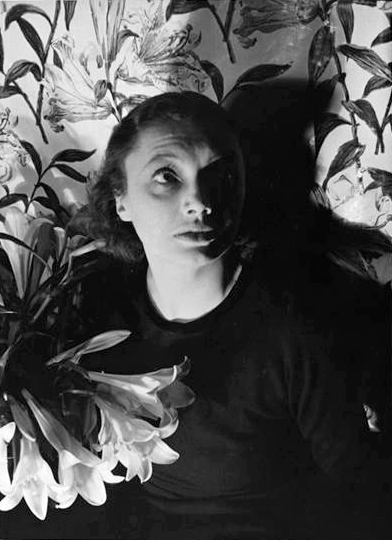
Carl van Vechten: Katharine Cornell, 1933

- 1921: Nice People
- 1922: A Bill of Divorcement
- 1923: Will Shakespeare
- 1928: The Age of Innocence
- 1935: Romeo and Juliet
- 1947: Antony and Cleopatra

## Auszeichnungen
- 1948 Tony Award als Beste Hauptdarstellerin in einem Theaterstück für Antony and Cleopatra